# Osmo Lappo

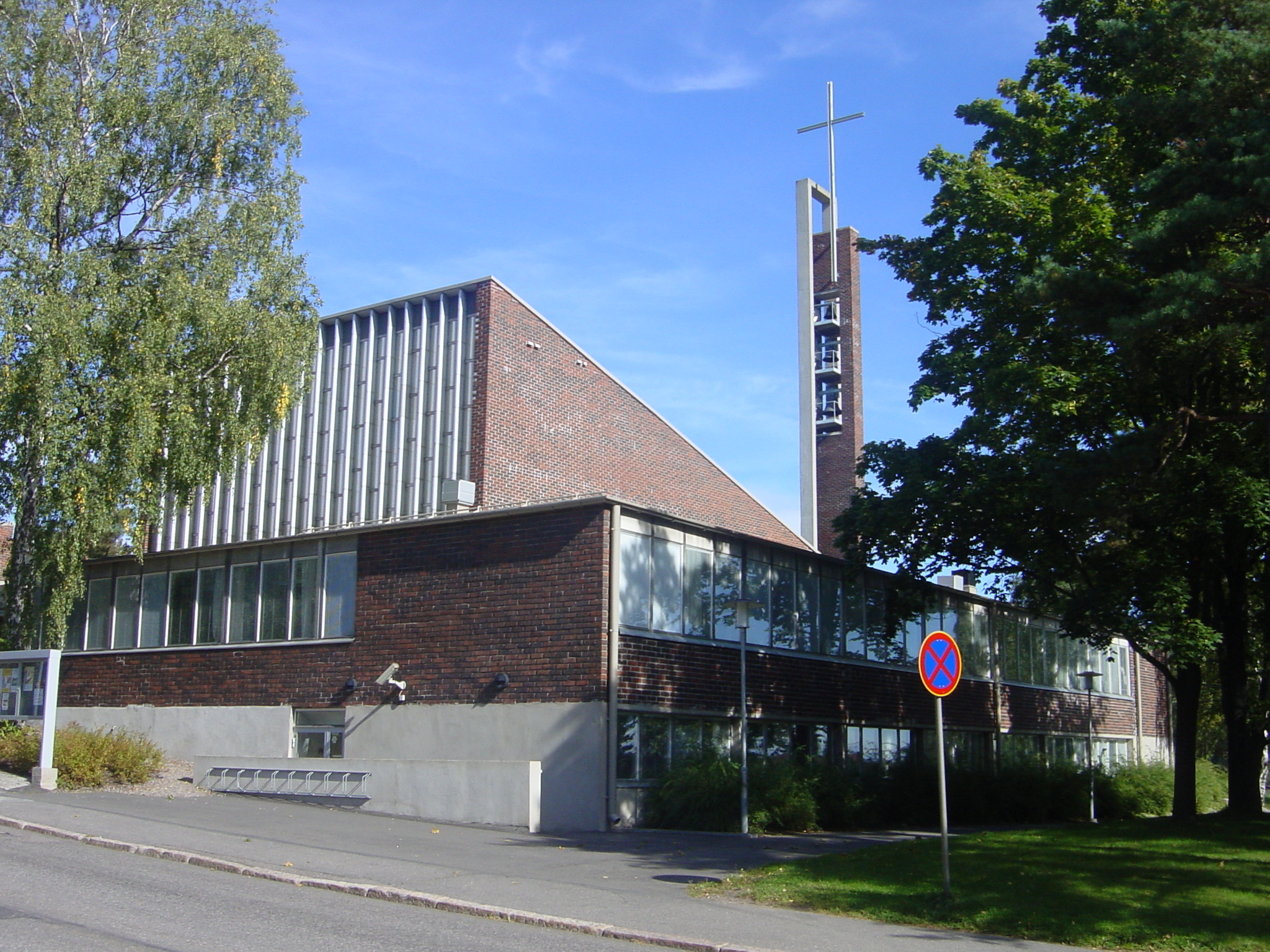
Hertonäs kyrka.

Osmo Tapio Lappo, född 6 december 1927 i Helsingfors, är en finländsk arkitekt. 
Lappo utexaminerades från Tekniska högskolan i Helsingfors 1953, var assistent vid högskolans arkitektavdelning 1955–1959, speciallärare 1960–1966 och professor i arkitektur 1967–1991. Han inledde även egen privatpraktik 1957, inom vilken han profilerade sig som en strikt modernist, med rengjuten betongarkitektur och konstruktivistiska drag i flera av sina verk. 
Lappo ritade en rad byggnader för försvarsmakten, bland annat garnisonsbyggnaderna i Obbnäs (1961), i Kajana, Säkylä och Vekarajärvi samt renoveringen av Kadettskolan i Munksnäs (1995). Bland hans övriga verk märks Hertonäs kyrka i Helsingfors (1958), ett bostadsområde i Ängskulla, Esbo (1962), Brändö och Övitsböle folkskolor i Helsingfors (1969), Alberga simhall i Esbo (1969), ett flertal skolor på 1970-talet i bland annat Vammala, Nokia och Rönnbacka i Helsingfors, IBM:s kontorskomplex i Helsingfors (1979, 1987), Riihimäki simhall (1980), inrikesministeriets administrationsbyggnad i Helsingfors (1981), stadsbiblioteken i Riihimäki (1986) och Hangö (1989), Finlands jaktmuseum i Riihimäki (1990) och Tammerfors polishus.